# Grand Prix (série de jeux vidéo)
Pour les articles homonymes, voir Grand prix.
Grand Prix est une série de jeux vidéo de Formule 1. Créée par Geoff Crammond, elle est inaugurée en 1992 sur Amiga, Atari ST et PC avec Microprose Formula One Grand Prix. Ce jeu pour l'époque était très en avance, avec la gestion de la pluie, des dégâts et un moteur 3D bien conçu.
Le volet le plus marquant restera Grand Prix 2 sorti en 1996. Révolutionnaire pour l'époque, il donne un réalisme de course encore jamais vu et bénéficie enfin d'une licence officielle, mais de la saison 1994.
Le troisième volet sort en 2000 mais déçoit par un moteur graphique un peu dépassé et des licences de championnat en retard (1998 pour GP3) alors que d'autres séries concurrentes comme F1 Racing Championship proposent des saisons plus récentes. D'ailleurs, les programmeurs sortiront un add-on saison 2000 pour ce volet controversé.
Le quatrième volet de la saga, et sans doute le dernier puisque Sony détient l'exclusivité avec ses Formula One, proposa une excellente qualité graphique et un réalisme de course toujours plus poussé (pluie aléatoire, réglages détaillés).

## La série
| Version                    | Année de sortie | Développeur | Éditeur            | Plate-forme               | Média     | Remarque |
| -------------------------- | --------------- | ----------- | ------------------ | ------------------------- | --------- | -------- |
| Formula One Grand Prix     | 1991            | MicroProse  | MicroProse         | PC (DOS), Amiga, Atari ST | Disquette |          |
| Grand Prix 2               | 1996            | MicroProse  | MicroProse         | PC (DOS)                  | CD-ROM    |          |
| Grand Prix 3               | 2000            | MicroProse  | Hasbro Interactive | PC (Windows)              | CD-ROM    |          |
| Grand Prix 3 - Saison 2000 | 2001            | MicroProse  | Hasbro Interactive | PC (Windows)              | CD-ROM    | Add-on   |
| Grand Prix 4               | 2002            | MicroProse  | Infogrames         | PC (Windows)              | CD-ROM    |          |